# Octavian Moisin
Octavian Moisin (n. 18 mai 1914, Hunedoara – d. 25 iunie 2013, Oradea) a fost un preot român unit (greco-catolic), inginer chimist, prelat papal și canonic mitropolitan care a luptat contra comunismului. A fost tatăl lui Ioan Moisin, senator PNȚCD de Sibiu.

## Biografie
A fost numit de papa Ioan Paul al II-lea prelat papal. În apartamentul său din orașul Victoria a funcționat o capelă clandestină, singurul lăcaș de cult din orașul Victoria între 21 iunie 1952 - 22 decembrie 1989. Capela din apartamentul său a fost primul loc în oraș în care au fost oficiate slujbe religioase, în ciuda faptului că orașul a fost construit și cu dorința de a fi primul oraș ateu din România comunistă.
Părintele Octavian Moisin a decedat la Oradea, la 25 iunie 2013, iar slujba de înmormântare a avut loc la 28 iunie 2013 la Catedrala Sf. Nicolae din Oradea.

## Lucrări
- Anton Moisin, Elisabeta-Dunca Moisin, Octavian Moisin, Demnitatea copilului, Editura Presa Bună, Iași, 2013.[5]